# 加里·罗伯逊
加里·罗伯逊（英語：Gary Robertson，1950年4月12日—），新西兰男子赛艇运动员。他曾代表新西兰参加1972年夏季奥林匹克运动会赛艇比赛，获得男子八人单桨有舵手金牌。